# Seznam knížecích nobilitací Rakouského císařství

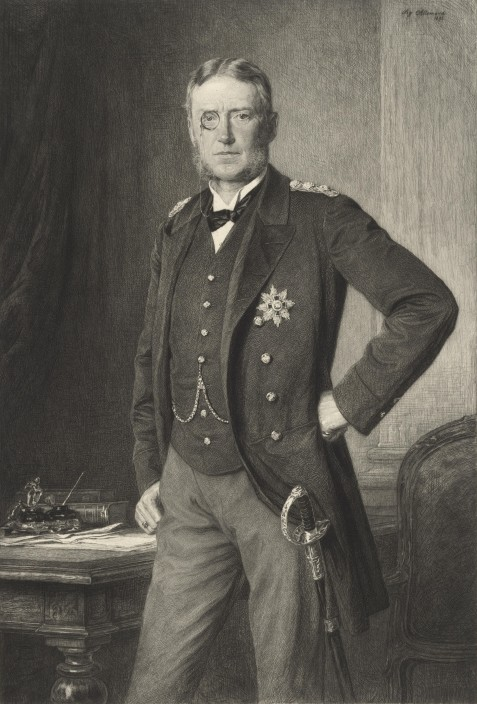
František Thun-Hohenstein, předlitavský předseda vlády a český místodržící, od roku 1911 kníže Rakouského císařství

Knížata Rakouského císařství se dělila na knížata povýšená za doby existence tohoto císařství (viz následující seznam) a knížata „zděděná“ z předcházejícího období, většinou knížata z vůle císařů Svaté říše římské. Vedle nich žily na území císařství také knížecí rody, jejichž knížecí stav v Rakousku nebyl nikdy přiznán (např. pruští Blücherové z Wahlstattu vlastnící velkostatek Raduň nebo neapolský a italský knížecí rod Dentice di Frasso, jemuž náležel velkostatek Kravsko), ty však nebyly pro rakouskou knížecí společnost podstatné. Knížata povyšovaná v Rakousku v letech 1806–1918 jen minimálním dílem patřila ke „klasické“ zemské šlechtě a hraběcí aristokracii. Knížecí titul ve většině případů získaly mj. osoby hodné „zvláštního politického zřetele“, tedy morganatičtí potomci Habsburků nebo jiných suverénních dynastií, případně morganatičtí manželští partneři a partnerky těchto dynastií. Druhou velkou skupinu nových knížecích nobilitací pak tvořila potvrzení (tzv. konfirmace) dříve udělených knížecích titulů, většinou těch říšských a polských. Malé množství nových knížat z řad nejurozenějších a nejbohatších hrabat bylo zřejmě jistou reakcí na předchozí období, kdy, zejména v 18. století, došlo k velkému množství knížecích nobilitací. Lze tedy snad mluvit o jisté „nasycenosti“ šlechtické společnosti knížaty. Zbývalo tak jen málo rodů a osob, jejichž zásluhy, původ a majetek se panovníkovi zdály být dostatečné pro udělení knížecí důstojnosti. Rakouské knížecí nobilitace se svou nečetností podobaly nobilitacím v ostatních německých zemích s výjimkou Pruska, kde vyšší množství nových knížat, mnohdy protestantského vyznání, bylo reakcí na předchozí udílení (říšské) knížecí hodnosti Habsburky povětšinou jen svým stoupencům a katolíkům.

## Úvod

### Snahy o jednotnou Rakouskou šlechtu
Rakouské císařství během své existence v letech 1804–1867, resp. 1918 se snažilo o vytvoření vlastní a jednotné „státní“ šlechty. Z předchozího období zdědilo Rakousko šlechtu Svaté říše římské, šlechtu česko-rakouských dědičných zemí (od roku 1749 byly diplomy pro tuto šlechtu vydávány ze spojené Česko-rakouské dvorské kanceláře), šlechtu Uherského království i šlechtické společnosti řady dalších zemí a celků. Nově povyšovaní šlechtici (jak nová šlechta, tak stávající šlechtici povýšení do vyššího titulu) začali získávat jednotné rakouské šlechtické tituly po zániku Svaté říše římské v roce 1806, nikoli bezprostředně po vyhlášení Rakouského císařství v roce 1804. Nové tituly ale zpočátku nezískávala veškerá nová rakouská šlechta. Problémy s uznáním titulu se přirozeně netýkaly šlechty, která byla na území habsburské monarchie usazená již z dřívějška a patřila ke šlechtické obci rakouské, české nebo uherské. Šlechta Haličského království i šlechta česká (s výslovně českými tituly či s diplomy vydanými před rokem 1749) byla víceméně respektována v celém Rakousku, i když obdržela diplom z „národní“ dvorské kanceláře, bývalá říšská šlechta pak byla v Rakousku uznávána prakticky automaticky. Vzájemné uznávání šlechtických diplomů v rakouské a uherské polovině říše zajistily podmínky vyrovnání roku 1867. Plnému začlenění šlechty v Lombardsku-Benátsku do rakouské šlechty bránily samy rakouské úřady, vědomé si jisté nekompatibility obou urozených společenství.
| Cesta k jednotné rakouské šlechtě | Cesta k jednotné rakouské šlechtě                                                  | Cesta k jednotné rakouské šlechtě                                                                    | Cesta k jednotné rakouské šlechtě                                                                    | Cesta k jednotné rakouské šlechtě | Cesta k jednotné rakouské šlechtě | Cesta k jednotné rakouské šlechtě                                                                    |
| --------------------------------- | ---------------------------------------------------------------------------------- | --- | --- | --------------------------------- | --------------------------------- | --- |
| před rokem 1749/53                | říšská šlechta (říšské jen tituly, jinak byl vždy nezbytný inkolát v některé zemi) | česká šlechta (do roku 1753, knížata do roku 1808)                                                   | rakouská šlechta (do roku 1753)                                                                      | uherská šlechta                   |                                   | šlechta italských provincií a Rakouského Nizozemí (každá zem = vlastní stavovská obec, do roku 1805) |
| 1749/53-1772                      | říšská šlechta (říšské jen tituly, jinak byl vždy nezbytný inkolát v některé zemi) | česko-rakouská šlechta (poslední tituly, dokonce výslovně české, vydávány ještě krátce po roce 1811) | česko-rakouská šlechta (poslední tituly, dokonce výslovně české, vydávány ještě krátce po roce 1811) | uherská šlechta                   |                                   | šlechta italských provincií a Rakouského Nizozemí (každá zem = vlastní stavovská obec, do roku 1805) |
| 1772-1806                         | říšská šlechta (říšské jen tituly, jinak byl vždy nezbytný inkolát v některé zemi) | česko-rakouská šlechta (poslední tituly, dokonce výslovně české, vydávány ještě krátce po roce 1811) | česko-rakouská šlechta (poslední tituly, dokonce výslovně české, vydávány ještě krátce po roce 1811) | uherská šlechta                   | haličská šlechta                  | šlechta italských provincií a Rakouského Nizozemí (každá zem = vlastní stavovská obec, do roku 1805) |
| 1806-1815                         | rakouská šlechta (knížecí tituly od roku 1806, ostatní až od roku 1812)            | rakouská šlechta (knížecí tituly od roku 1806, ostatní až od roku 1812)                              | rakouská šlechta (knížecí tituly od roku 1806, ostatní až od roku 1812)                              | uherská šlechta                   | haličská šlechta                  | |
| 1815-1849                         | rakouská šlechta (knížecí tituly od roku 1806, ostatní až od roku 1812)            | rakouská šlechta (knížecí tituly od roku 1806, ostatní až od roku 1812)                              | rakouská šlechta (knížecí tituly od roku 1806, ostatní až od roku 1812)                              | uherská šlechta                   | haličská šlechta                  | lombardsko-benátská šlechta (do roku 1866)                                                           |
| 1849-1867                         | rakouská šlechta                                                                   | rakouská šlechta                                                                                     | rakouská šlechta                                                                                     | rakouská šlechta                  | haličská šlechta                  | lombardsko-benátská šlechta (do roku 1866)                                                           |
| 1867-1918                         | rakouská šlechta                                                                   | rakouská šlechta                                                                                     | rakouská šlechta                                                                                     | uherská šlechta                   | haličská šlechta                  | |

### Právní postavení knížat
Oproti například Prusku, neexistoval v Rakousku prakticky doživotní knížecí titul (ad personam), což se týkalo i nižších šlechtických hodností. Doživotní tituly v Rakousku měla pouze duchovní knížata, která byla "knížaty z povolání", de facto ženy (jejich děti přebíraly manželův stav) a někdy byl ad personam udělen vévodský titul. Knížecí titul (Fürst) byl v Rakousku nejvyšším řádným stupněm z pěti stupňů šlechtické titulatury, což potvrdil šlechtický řád z 23. ledna 1873. V Rakousku existoval také titul vévody (Herzog), chápaný jako vyšší než knížecí, který ale nebyl samostatným stupněm šlechtické hierarchie, ale představoval jen jakési polepšení a převýšení knížecího titulu, náležející naprostou většinou jen hlavě knížecího rodu a často vázaný na držbu autonomního vévodství (např. lichtenštejnského Opavska). Jinak byli vévodové v Rakousku považováni za část knížecího stavu, což se projevovalo především tím, že vévodský titul neměnil jejich pořadí v rámci knížecích rodů. Knížata v Rakousku, tak jako v dalších zemích Evropy, si totiž nebyla vzájemně rovná. Podle císařského výnosu z 9. února 1649, který se týkal císařské Tajné rady, bylo pořadí říšských knížat dáno jen stářím jejich knížecího titulu, což pro celý dvůr potvrdil i dvorský řád z roku 1655. Vévodové slezských knížectví se ovšem řadili až za říšská knížata, pokud jimi sami nebyli. Preciznější pořadí knížat, přihlížející k jejich odlišnému politickému významu a případnému majetku v říši, bylo poprvé určeno výnosem Karla VI. z 25. března 1728. Podle něj měla knížata, která dosáhla virilního hlasu na říšském sněmu získat svou hodnost podle stáří tohoto virilního hlasu, zatímco ostatní knížata měla být řazena podle stáří knížecího titulu, přičemž i hlava knížecí rodiny s mladším titulem měla nárok jen na méně čestnou pozici než mladší a vedlejší člen jiného rodu s titulem staršího data. V Rakousku byl společenský význam knížat a jejich posloupnost u dvora určeny dekretem Ferdinanda I. z 6. září 1836 (Rangliste der vormaligen Reichs- und der erbländischen Fürstehäuser), kteréžto nařízení platilo beze změny až do zániku monarchie. Knížata byla rozdělena do tří skupin V první se řadily ty rody bývalých říšských knížat, které získaly místo a virilní hlas v knížecí radě říšského sněmu (např. Schwarzenbergové, Lobkovicové či Auerspergové) a jejich pořadí bylo dáno ziskem onoho místa, nikoli vydáním knížecího diplomu. V druhé skupině se nacházela říšská knížata, která dosáhla jen kuriálního hlasu v některém z hraběcích kolegií (např. Colloredo-Mannsfeldové nebo Trauttmansdorffové). Jejich pořadí se naopak neurčovalo datem získání kuriálního hlasu, namnoze dosaženého ještě v době, kdy onen rod byl „pouze“ hraběcí, ale datem povýšení do knížecího stavu. Poslední skupinu tvořila jednak říšská knížata, která nedosáhla říšského stavovství, eventuálně o něj přišla před 6. srpnem 1806, a jednak nová knížata Rakouského císařství. I v této třetí skupině se knížecí rody řadily za sebou dle stáří knížecího titulu (např. Ligne, Kinští, Pálffyové nebo Rohanové). Dekret ovšem nezahrnoval knížata dosud panující (Lichtenštejnové, Schaumburg-Lippe), která v Rakousku měla přednost před všemi ostatními knížecími rody.
Jakákoli šlechtická nobilitace, tedy i knížecí, sestávala v 19. století ze dvou fází. Jednak z vlastního panovnického povýšení (Nobilitierung, Standeserhebung), které se v případě knížat dělo prakticky výhradně panovnickým nejvyšším rozhodnutím (Allerhöchste Entschließung) či nejvyšším reskriptem (Allerhöchste Handschreiben) a jednak z vydání příslušného diplomu (Fürstendiplom). Knížecí diplom byl v případě knížat někdy vydán i řadu let po panovnickém povýšení a jeho vystavení bylo závislé na uhrazení poplatku za nobilitaci. Knížata, tak jako ostatní šlechta v Rakousku, byla v případě povýšení do knížecího stavu povinná uhradit jednak kancelářský poplatek za vystavení nobilitačního (knížecího) diplomu a jednak tzv. povyšovací taxu, která v případě knížat činila 12 600 zl. v roce 1840, resp. 25 200 rakouských korun v roce 1914. Kancelářský poplatek za diplom pro knížete stál 1260 zl. v roce 1840 a 2520 rakouských korun v roce 1914. Zajímavé je, že nejen povyšovací taxa, ale i kancelářský poplatek byl odstupňován podle výše titulu, tudíž knížecí diplom byl až nepřiměřeně drahý. Kancelářskou taxu také nebylo v žádném případě možné obejít, zatímco úředně stanovená povyšovací taxa se mnohdy odpouštěla, což sice u knížat bylo méně obvyklé, přesto např. všechny tři knížecí nobilitace z roku 1911 byly zproštěny povinnosti platit tuto taxu. Tyto poplatky ale neměly nic společného s vžitou představou o „kupování“ šlechtických titulů. Žádný šlechtický titul v Rakousku nebylo možné získat bez panovníkova souhlasu a rozhodnutí. Úřední poplatky také hrály při nobilitacích roli až druhotnou, kdy šlo především o formu doložení odpovídající majetnosti nobilitované osoby a tedy i schopnosti nový vyšší titul náležitě reprezentovat.
| Hodnosti rakouské šlechty po vyrovnání a vydání šlechtického řádu v roce 1873 (titul uveden vždy v češtině, v předlitavsku též německy, v zalitavsku maďarsky a latinsky) | Hodnosti rakouské šlechty po vyrovnání a vydání šlechtického řádu v roce 1873 (titul uveden vždy v češtině, v předlitavsku též německy, v zalitavsku maďarsky a latinsky) |
| Předlitavsko | Zalitavsko |
| vyšší šlechta | vyšší šlechta |
| --- | --- |
| vévoda: Herzog (nešlo o plně samostatný titul, vyšší stupeň knížecí hodnosti)                                                                                             | vévoda: herceg / dux (nešlo o plně samostatný titul, vyšší stupeň knížecí hodnosti)                                                                                       |
| kníže: Fürst | kníže: herceg / princeps |
| hrabě: Graf | hrabě: gróf / comes |
| svobodný pán: Freiherr (od roku 1879) | baron: báró / baró (od roku 1879) |
| nižší šlechta | |
| svobodný pán: Freiherr (do roku 1879) | baron: báró / baró (do roku 1879) |
| rytíř: Ritter (v Haliči hodnostně na úrovni prostého šlechtictví) | šlechtic: žádný titul, neoficiálně apród / nobilis vir |
| šlechtic: N. von ..., resp. Edler (v Haliči neexistoval) | šlechtic: žádný titul, neoficiálně apród / nobilis vir |

### Titulární privilegia
Knížecí rody v 19. století ve střední Evropě užívaly již prakticky všeobecně čestné predikáty „Vysoce urozený“ (Hochgeboren) a „knížecí Milost“ (fürstliche Gnaden). Vyšší čestné predikáty a tituly mohly být uděleny panovníkem. Šlo v první řadě o predikát „Jasnost“ (Durchlaucht), který zpočátku náležel jen panujícím knížecím a vévodským rodinám a také, díky rozhodnutí sněmu Německého spolku z 16. srpna 1825, hlavám mediatizovaných knížecích rodin. Postupně byl v Rakousku tento predikát udělen i princům mediatizovaných knížecích rodin (většinou r. 1869) a také knížatům titulárním, včetně těch povýšených až v dobách Rakouského císařství. Roku 1905 pak František Josef I. udělil knížecím rodům usazeným v mocnářství právo na čestné oslovení „Jasnost“ téměř paušálně. Predikát „Výsost“ (Hoheit) byl mimořádně exklusivní a náležel obvykle vzdálenějším členům některých královských rodin a princům v některých velkovévodských domech. Od r. 1844 šlo rovněž o predikát německých panujících vévodů. Zemská šlechta a titulární vévodové jej dosáhli jen za zcela mimořádných, politicky podmíněných okolností ve velmi vzácných případech. V Rakousku šlo jen o hlavu rodu Hohenbergů, morganatických potomků následníka trůnu, Františka Ferdinanda a o katolickou větev Sasko-Kobursko-Gothajského rodu, usazenou v Rakousku.

## Seznam knížecích nobilitací Rakouského císařství

### Vysvětlivky
- Primogenitura – titul dědičný vždy pro prvorozeného syna

- Pro veškeré potomky –  tj. dcery mužských členů rodu dědí otcův stav a jména, jejich děti však již patří do rodu otce, nikoli matky, během 19. století přijali členové takových knížecích rodů titul prince, zatímco titul knížecí zůstával hlavě rodu

- ad personam – osobní šlechtický titul, platný jen doživotně

- Ž – žijící rod

- MK – rod zasedal mezi mediatizovanými knížaty

- OK – rod zasedal mezi ostatními knížaty

Pokud není uvedeno jinak, pak datum nobilitace, uvedené v seznamu, je datem vystavení knížecího diplomu, nikoli datem vydání nejvyššího rozhodnutí.
čestné predikáty náležely, není-li uvedeno jinak, vždy všem osobám rodu knížecího stavu (tj. u primogeniturního dědění jen hlavě rodu), uvedené predikáty také nikdy nenáležely osobám stavu nižšího (např. hraběcího). Není-li uvedeno jinak, pak se datum udělení predikátu shoduje s datem udělení knížecího titulu

### Knížecí nobilitace Rakouského císařství

#### Seznam nobilitací rakouských světských knížat
| Knížecí erb | Datum nobilitace                                                            | Knížecí titul (v němčině)                                         | Jméno prvního knížete | Typ udělení titulu                                                                         | Datum vymření rodu po meči či vyhasnutí knížecího titulu                                     | Dědičné členství v panské sněmovně říšské rady (v závorce zastupovaná korunní země)          | Poznámky |
| ----------- | --------------------------------------------------------------------------- | ----------------------------------------------------------------- | --- | ------------------------------------------------------------------------------------------ | -------------------------------------------------------------------------------------------- | -------------------------------------------------------------------------------------------- | --- |
|             | 1807 (8. června)                                                            | Fürst Bessaraba von Brancovan                                     | kníže Emanuel Bessaraba de Brancovean | pro veškeré potomky                                                                        | 1833                                                                                         | ne                                                                                           | Potvrzení říšského knížecího titulu z 30. ledna 1695 |
|             | 1807 (20. srpna)                                                            | Fürst von Hohenzollern-Hechingen                                  | princ Bedřich František Xaver z Hohenzollern-Hechingenu a jeho strýc, princ Friedrich Anton | pro veškeré potomky                                                                        | 1847                                                                                         | ne                                                                                           | - Dva generálové v rakouských službách - Až do vstupu knížectví do Rýnského spolku byli oba jako vedlejší členové rodu jen hrabaty, poté v roce 1806 přijali z rukou panujícího knížete Heřmana titul princů (Prinz), eventuálně knížat. - Titulu princ užívali s ohledem na panující hlavu rodu i v Rakousku, ačkoli zde měli nárok na knížecí titul. - Od 12. července 1806 měli v Německu nárok na predikát Durchlaucht. V Rakousku jim byl přiznáván, není ale známo, zda jim byl výslovně potvrzen. |
|             | 1808 (15. září) (diplom 21. července 1810)                                  | Fürst Saluzzo                                                     | Don Jaccopo de Saluzzo, vévoda de Corigliano, kníže de Santo Mauro | primogenturně                                                                              | 1924                                                                                         | ne                                                                                           | Se současným povýšením neknížecích členů rodu na rakouská hrabata |
|             | 1813 (21. ledna)                                                            | Fürst von Auersperg                                               | princ Vincenz Karl Joseph von Auersperg | pro veškeré potomky                                                                        | 1942                                                                                         | MK (14. června 1907) (Čechy)                                                                 | - Přenesení druhého knížecího titulu Auerspergů, uděleného mladší žlebské linii rodu r. 1746 pro říši i České země. Princ Vincenc Karel pocházel ze starší, vlašimské větve rodu, jejíž říšský knížecí titul ze 17. září 1653 byl 21. prosince 1791 rozšířen na veškeré potomky. Nový kníže Vincenc takto zajistil pokračování žlebské linie. - Nejednalo se o povýšení hraběte, ale o osamostatnění osoby knížecího stavu s titulem princ (Prinz), která se takto stala knížetem (Fürst). - S predikátem Durchlaucht od 27. dubna 1869. |
|             | 1813 (20. října)                                                            | Fürst von Metternich-Winnenburg                                   | dědičný hrabě Clemens Lothar Wenzel von Metternich-Ochsenhausen, hrabě von Königswart | pro veškeré potomky                                                                        | 1992                                                                                         | MK (18. dubna 1861) (Čechy)                                                                  | - Rozšíření doposud primogeniturně drženého říšského knížecího stavu z 30. června 1803. K rozšíření došlo ještě za života prvního knížete Františka Jiřího - S predikátem Durchlaucht pro hlavu rodu od 9. září 1825 (písemný dekret 24. září) a s totožným predikátem pro celý rod od 27. dubna 1869. |
|             | 1815 (2. srpna)                                                             | Duca di Casa-Lanza (italsky, viz poznámky)                        | svobodný pán Vinzenz Ferrerius von Bianchi | primogeniturně                                                                             | Ž                                                                                            | ne                                                                                           | - Nešlo o "skutečnou" rakouskou vévodskou nobilitaci, ale o povolení užívat v Rakousku vévodský titul, udělený téhož roku neapolským králem Ferdinandem IV. Přes svůj vévodský titul se Bianchi v Rakousku nadále řadil k svobodným pánům a jeho vévodská hodnost byla titulem zahraničním, jež směl být užíván výlučně v italštině jako jazyku udělení. - Vinzenz von Bianchi byl rakouským polním podmaršálkem, který v neapolské válce porazil Murata v bitvě u Tolentina. Neapolský vévodský titul se nevztahoval na léno, ale na mír v Casa-Lanze, který válku ukončil. - Neapolský diplom k udělenému titulu byl vydán ještě později než rakouský: 8. září 1815. |
|             | 1815 (15. listopadu)                                                        | Fürst Koháry                                                      | hrabě Ferenc Jószef Koháry de Szábrág et Szitnya | pro veškeré potomky                                                                        | 1826                                                                                         | ne                                                                                           | Sňatkem dcery prvního knížete s princem Ferdinandem Sasko-Cobursko-Gothajským roku 1831 založen rod Sachsen-Coburg-Koháry (spojení jmen bylo ovšem v Rakousku 12. prosince 1867 výslovně zakázáno). |
|             | 1817 (27. ledna)                                                            | Fürstin von Metternich-Ochsenhausen                               | hraběnka Pauline von Metternich, hraběnka von Königswart | ad personam                                                                                | 1855                                                                                         | ne                                                                                           | Dcera prvního knížete Franze Georga Metternicha z Ochsenhausenu a sestra knížete Klemense Metternicha |
|             | 1817 (12. července) (diplom 10. března 1818)                                | Fürst Soresina di Vidoni                                          | markýz Francesco Soresina di Vidoni | primogeniturně                                                                             | 1877                                                                                         | ne                                                                                           | - Lombardská zemská šlechta z okolí Cremony - Titul udělen na základě spříznění s vyhaslým rodem říšských knížat Rasini |
|             | 1817 (4. prosince)(diplom 22. července 1818)                                | Herzog von Reichstadt                                             | princ Napoleon František Josef Bonaparte | pro veškeré potomky                                                                        | 1832                                                                                         | ne                                                                                           | - Syn Napoleona I. a Marie Luisy Rakouské, bývalý následník trůnu Francouzského císařství - Se současným povýšením zákupského panství na české vévodství - S dědičným právem zaujímat v Rakousku druhé místo hned za císařskou rodinou - S predikáty Durchlauchtigster a Durchlaucht |
|             | 1818 (6. března) (diplom 10. září)                                          | Fürst Erizzo                                                      | patricijové a šlechtici bratři Nicolo Andrea a Niccolo Guido Erizzové | primogeniturně (pro oba bratry)                                                            | 1847                                                                                         | ne                                                                                           | - Příslušník staletého benátského patriciátu - Pro všechny neknížecí členy rodu udělen titul rakouského hraběte - Titul vyhasl již s jeho prvními držiteli, jejichž mužští potomci své otce nepřežili |
|             | 1818 (12. července) (diplom 30. prosince 1837)                              | Fürst von Poniński                                                | kníže Karl Poniński herbu Łodzia | pro celý rod, resp. pro v Rakousku usazené členy                                           | 1920                                                                                         | ne                                                                                           | - Rakouské potvrzení polsko-litevského knížecího titulu z 19. dubna 1773 (potvrzen sejmem 26. dubna 1774) - S predikátem Durchlaucht od 20. července (písemně vyhlášeno 26.) 1905 |
|             | 1820 (14. března) (diplom 18. března 1827)                                  | Fürst Jabłonowski                                                 | Ludwig, kníže Jabłonów-Jablonowski | pro veškeré potomky                                                                        | 1921                                                                                         | ne                                                                                           | - Potvrzení říšského knížecího titulu z 16. dubna 1743, 30. dubna 1744 a 8. srpna 1744 - S predikátem Durchlaucht v Haliči od 20. července (písemně vyhlášeno 26.) 1905 |
|             | 1822 (18. května)                                                           | Fürst zu Windisch-Graetz                                          | hrabě Weriand zu Windisch-Graetz | pro veškeré potomky                                                                        | Ž                                                                                            | OK (26. února 1912) (Kraňsko)                                                                | S predikátem Durchlaucht pro hlavu rodu od 9. září 1825 (písemný dekret 24. září) a totožným predikátem pro celý rod a právem každého člena rodiny na titul Fürst a nikoli jen Prinz od 12. ledna 1902 |
|             | 1822 (18. května)                                                           | Fürst zu Windisch-Graetz                                          | kníže Alfred zu Windisch-Graetz | pro veškeré potomky                                                                        | Ž                                                                                            | MK (18. dubna 1861) (Čechy)                                                                  | - Rozšíření primogeniturního říšského knížecího titulu z 21. května 1804 - S predikátem Durchlaucht pro hlavu rodu od 9. září 1825 (písemný dekret 24. září) a totožným predikátem pro celý rod od 27. dubna 1869 |
|             | 1822 (20. září) (diplom 30. září)                                           | Fürst von Montléart                                               | Jules Max Thibaut, kníže de Montléart | pro veškeré potomky                                                                        | 1887                                                                                         | ne                                                                                           | - Manžel princezny Marie Kristiny Saské - Potvrzení sardinského knížecího titulu |
|             | 1822 (22. listopadu)                                                        | Fürst von Collalto e San Salvatore                                | hrabě Eduard (III.) von Collalto e San Salvatore | primogeniturně                                                                             | 2004                                                                                         | OK (18. dubna 1861) (Morava)                                                                 | - S predikátem Durchlaucht od 20. července (písemně vyhlášeno 26.) 1905 - Po vymření rodu povolil belgický král Albert II. dne 27. července 2004 spojení jmen Croÿ-Collalto pro spřízněnou rodinu Croÿ-Solre. |
|             | 1827 (14. února)                                                            | Fürst von Porcia                                                  | - Alphons Gabriel, hrabě Porcia von Brugnera, Orttenburg und Mitterburg (1827) - Alphons Seraphin, hrabě Porcia von Brugnera, Orttenburg und Mitterburg (1875) - Ludwig, hrabě Porcia von Brugnera, Orttenburg und Mitterburg (1896) | primogeniturně                                                                             | 1874 (obnoveno a přeneseno 19. ledna 1875); 1896 (obnoveno a přeneseno 20. dubna 1896); 1980 | OK (1. dubna 1867) (kreace z roku 1827) OK (22. května 1878) (kreace z roku 1875) (Korutany) | - Obnovení říšského knížecího stavu a jeho přenesení na jinou větev rodu. Původní titul z 3. září 1698 byl sám přenesením titulu říšského knížete ze 17. února 1662 - S predikátem Durchlaucht od 20. července (písemně vyhlášeno 26.) 1905 |
|             | 1829 (13. květen)                                                           | Prinz von Wasa                                                    | princ Gustav Švédský | pro veškeré potomky                                                                        | 1877                                                                                         | ne                                                                                           | - Exilový pretendent švédského trůnu z rodu Holštýnsko-Gottorpských. Císař František I., aby dostatečně ocenil princův původ a zároveň nezpůsobil diplomatickou roztržku se Švédskem, mu namísto titulu „princ švédský“ přiznal predikát po dávno vymřelé dynastii Vasovců. - Titul vyhasl v mužské linii již s jeho prvním nositelem - Princ vlastnil v letech 1843–1860 panství Veveří na Moravě - S predikátem königliche Hoheit |
|             | 1832 (23. června) (diplom 15. května 1833)                                  | Fürst Rohan                                                       | Camille de Rohan, kníže de Rochefort et de Montauban | pro veškeré potomky                                                                        | Ž                                                                                            | OK (18. dubna 1861) (Čechy)                                                                  | S predikátem Durchlaucht |
|             | 1837 (16. května) (diplom 23. června 1838)                                  | Fürst von Blacas d’Aulps                                          | Pierre-Louis Jean Casimir de Blacas, vévoda d’Aulps | primogeniturně                                                                             | Ž                                                                                            | ne                                                                                           | - Člen doprovodu krále Karla X. v exilu - Mladším (neprvorozeným) dětem rodu udělen titul rakouského hraběte |
|             | 1840 (25. února) (diplom 26. září 1845)                                     | Fürst Sapieha-Kodeński                                            | kníže Leo Sapieha herbu Lis, pán na Kodeni | pro všechny členy rodu usazené v Rakousku                                                  | Ž                                                                                            | OK (18. dubna 1861) (Halič)                                                                  | - Rakouské potvrzení polsko-litevského knížecího titulu z roku 1768 a haličského knížecího titulu z 20. října 1836 pro haličskou větev rodu Sapiehů herbu Lis, resp. pro pány na Kodeni a Krasiczynu - S predikátem Durchlaucht od 20. července (písemně vyhlášeno 26.) 1905 |
|             | 1846 (30. prosince)                                                         | Fürst Lichnowski Graf von Werdenberg, Edler Herr von Woschütz     | Felix Maria Winzenz, kníže Lichnowski, svobodný pán von Woschütz | primogeniturně, viz pozn.                                                                  | Ž                                                                                            | ne                                                                                           | - Rakouské uznání (konfirmace) pruského knížecího titulu z 30. ledna 1773 byla udělena již 4. září 1824. Titul měl ale v Rakousku stále jen váhu titulu zahraničního. V roce 1846 byl udělen plnohodnotný rakouský knížecí stav a zároveň dáno povolení spojit jméno a erb s vymřelými hrabaty z Werdenbergu - Nejstarší syn úřadujícího knížete a předpokládaný dědic je podle znění pruské nobilitace princem, v Rakousku byl ovšem titul potvrzen jen jako klasická primogenitura |
|             | 1847 (17. října)                                                            | Fürst Giovanelli de Noris                                         | hrabě Andreas Giovanelli | primogeniturně                                                                             | 1886                                                                                         | ne                                                                                           | Lombardská rodina pocházející z Gandina u Bergama |
|             | 1850 (19. listopadu)                                                        | Fürst Poniatowski                                                 | Józef Michał Poniatowski a jeho bratr Karel, knížata di Monte Rotondo | pro veškeré potomky                                                                        | Ž                                                                                            | ne                                                                                           | Legitimní knížecí větev Poniatowských herbu Ciołek vymřela roku 1833. Giuseppe Luci a jeho bratr Carlo, nemanželští synové posledního knížete Stanisława a Italky Cassandry Luci, byli v Toskánsku velkovévodou legitimizováni (8. července 1847) s příjmením svého otce a dne 20. září 1847 povýšeni oba na knížata di Monte Rotondo v primogenituře s hodností florentských patricijů a s titulem hrabat di Monte Rotondo pro případné mladší potomky. Titul knížete jim byl následně uznán i v Rakousku a to v podobě „kníže Poniatowski“ s právem dědění pro všechny potomky.                                                                                      |
|             | 1855 (6. března)                                                            | Fürst/Fürstin von Hanau zu Horzowitz                              | Gertrude, kněžna von Hanau a její děti | pro veškeré potomky                                                                        | 1917                                                                                         | ne                                                                                           | - Morganatická choť posledního hesenského kurfiřta Friedricha Wilhelma a jejich děti - Potvrzení hesenského titulu z 2. června 1853 s doplněním predikátu po středočeských Hořovicích, panství v majetku kurfiřta - Rodinným zákonem nařízena povinnost rovnorodých sňatků pod trestem ztráty hořovického fideikomisu a knížecího titulu. Přestupníkům by zůstal jen titul hraběte ze Schaumburgu s predikátem Erlaucht - S hesenským predikátem Durchlaucht od 10. června 1862, potvrzeným v Rakousku 20. ledna 1877 |
|             | 1860 (25. února)                                                            | Fürst Bibesco de Brancovan                                        | Gheorge Bibescu, bývalý vládnoucí kníže valašský | pro veškeré potomky                                                                        | Ž                                                                                            | ne                                                                                           | - Manžel fanariotské princezny Zoé Mavrocordato, adoptivní dcery a dědičky posledního knížete Grigora Bessaraba de Brancoveanu - Přenesení říšského knížecího titulu vymřelých Brancoveanů z 30. ledna 1695 a rakouského z 8. června 1807 na dědickou dynastii |
|             | 1860 (7. července)                                                          | Prinz/Prinzessin von Leutenberg                                   | princezna Helene von Leutenberg a její bratr (dvojče) princ Günter Sizzo | pro veškeré potomky                                                                        | 1896                                                                                         | ne                                                                                           | - Rakouské potvrzení titulu Knížectví Schwarzburg-Rudolstadt z 21. června 1860 - Helene a její bratr byli dětmi z morganatického sňatku panujícího knížete Friedricha Günthera Schwarzburského a hraběnky Heleny von Rheina (ta byla nemanželskou dcerou prince Georga Anhaltsko-Desavského a adoptivní dcerou svého strýce, prince Wilhelma Anhaltsko-Desavského, čímž získala titul princezny z Anhaltu). - S predikátem Durchlaucht |
|             | 1864 (21. ledna)                                                            | Fürst von Teck                                                    | kníže Franz von Teck | pro veškeré potomky                                                                        | 1917                                                                                         | ne                                                                                           | - Morganatický syn vévody Alexandra Württemberského - Rakouské potvrzení württemberského knížecího titulu z 1. prosince 1863 - S württemberským predikátem Durchlaucht z 1. prosince 1863, uznaným v Rakousku 27. ledna 1864 |
|             | 1864 (20. července) (diplom 31. srpna)                                      | Fürst von Montenuovo                                              | hrabě Wilhelm Albrecht von Montenuovo | pro veškeré potomky                                                                        | 1951                                                                                         | OK (14. června 1907) (Dolní Rakousy)                                                         | - Potomci francouzské excísařovny Marie Luisy a hraběte Adama Neipperga - S predikátem Durchlaucht od 20. července (písemně vyhlášeno 26.) 1905 |
|             | 1864 (28. září) (diplom nevydán)                                            | Fürst von Noer                                                    | princ Friedrich Emil August von Schleswig-Holstein-Sonderburg-Augustenburg | pro veškeré potomky                                                                        | 1865                                                                                         | ne                                                                                           | - Šlesvicko-holštýnský aristokrat podruhé morganaticky ženatý, takto anuloval příslušnost ke svém rodu - Titul se vztahoval na knížete a případné potomky, nikoli na jeho choť, Američanku Mary Esther Lee. - Titul vyhasl již s prvním knížetem - S predikátem Durchlaucht |
|             | 1868 (23. prosince) (diplom 20. března 1869)                                | Fürst von Dietrichstein zu Nikolsburg                             | hrabě Alexander von Mensdorff-Pouilly | primogeniturně                                                                             | 1964                                                                                         | OK (14. června 1907) (Morava)                                                                | - Potvrzení dědictví sňatkem po Ditrichštejnech vymřelých po meči - S predikátem Durchlaucht |
|             | 1876 (29. prosince)                                                         | Herzog und Fürst von Beaufort-Spontin                             | vévoda Karl Alfred von Beaufort-Spontin | primogeniturně                                                                             | Ž                                                                                            | OK (1. dubna 1867) (Čechy)                                                                   | - Rakouské potvrzení vévodského titulu Rakouského Nizozemí z 2. prosince 1782 a navíc udělení rakouského knížecího titulu - S predikátem Durchlaucht od 28. února 1878 |
|             | 1876 (30. prosince) (diplom 21. ledna 1878)                                 | Graf Pálffy-Daun ab Erdőd, Fürst von Teano                        | hrabě Ferdinand Leopold Pálffy-Daun ab Erdőd, markýz di Rivola, hrabě von Preßburg | pro celý rod Pálffy-Daun                                                                   | 1963                                                                                         | ne                                                                                           | - Rakouské potvrzení neapolského titulu kníže z Teana uděleného Wirichu Daunovi 24. září 1711 a získané Pálffyi po vymřelých hrabatech z Daunu sňatkem - Zřejmě šlo jen o čestný titul a ne o „skutečné“ povýšení rodu do knížecího stavu - V Uhrách titul potvrzen a přiznán 23. ledna 1879 |
|             | 1882 (9. srpna)                                                             | Fürst Radziwiłł                                                   | kníže Ludwig Radziwiłł | pro celý rod, resp. pro v Rakousku usazené členy                                           | 1938                                                                                         | ne                                                                                           | - Potvrzení říšského knížecího stavu z 10. prosince 1547 - O právu Radziwiłłů užívat v Rakousku knížecí titul poprvé rozhodl soud ve Štýrském Hradci již 22. dubna 1822 - Titul knížete v Rakousku znovu potvrzen Ludwigovu synovi Alexandru Fridrichovi 17. února 1917 - S predikátem Durchlaucht od 20. července (písemně vyhlášeno 26.) 1905 |
|             | - 1900 (1. července) (diplom 8. srpna) - 1909 (4. října) - 1917 (5. října)  | Fürst/Fürstin, resp. Herzog/Herzogin von Hohenberg                | hraběnka Žofie Chotková z Chotkowa a Wognina (1900 a 1909); kníže Maxmilián z Hohenbergu (1917) | pro veškeré potomky (kníže) a ad personam (vévodkyně, 1909) a primogeniturně (vévoda 1917) | Ž                                                                                            | ne                                                                                           | - Morganatická manželka následníka trůnu Františka Ferdinanda - Členové rodu jsou knížaty (Fürst), nikoli princi (Prinz) - S predikátem Durchlaucht od 8. června 1905. S titulem vévodkyně a predikátem Hoheit ad personam od 4. října 1909 (pro vévodkyni) a primogeniturně od 5. října 1917 (pro vévodu Maxmiliána) |
|             | - 1902 (9. dubna) (diplom nevydán) - 1904 (1. června) (obnovení privilegia) | Prinz/Prinzessin von Hohenlohe-Waldenburg-Schillinsgfürst-Kaunitz | princezna Marie von Hohenlohe-Waldenburg-Schillinsgfürst, rozená hraběnka Kounicová a její děti | pro veškeré potomky                                                                        | 1931                                                                                         | ne                                                                                           | - Nešlo o knížecí nobilitaci, ale jen o právo spojit jméno a erb vymřelých Kouniců se jménem a erbem dětí prince Egona Karla z Hohenlohe-Waldenburgu-Schillingsfürstu (pocházel z vedlejší linie rodu). Vzniklo tak rodové jméno nové. - Marie, vdova po Egonu Karlovi odmítla zaplatit platnou taxu (privilegium z roku 1902) a učinila tak pouze proto, že na erbovní a rodovou alianci se vázalo převzetí dědictví po rodu Kouniců: fideikomisu Zahrádky-Česká Lípa a dalších majetků. Proto bylo r. 1904 vydáno privilegium nové. - S predikátem Durchlaucht od 27. dubna 1869 (původně pro Hohenlohy žijící v Rakousku bez aliance s Kounici)                     |
|             | 1911 (21. června) (diplom 18. července)                                     | Fürst Weikersheim                                                 | svobodný pán Karl Ernst Johann von Bronn | primogeniturně                                                                             | 1983                                                                                         | ne                                                                                           | - Morganatický syn Karla. 5. knížete Hohenlohe-Langenburg a Marie Gratwohl, povýšený s matkou ve Württembersku r. 1862 do šlechtického stavu a r. 1890 do stavu svobodných pánů. - Všem neknížecím členům rodu udělen titul rakouského hraběte se jménem Weikersheim - S predikátem Durchlaucht |
|             | 1911 (21. června)(diplom 19. července)                                      | Fürst von Thun und Hohenstein                                     | hrabě František z Thunu a Hohenštejna | primogeniturně                                                                             | Ž                                                                                            | OK (20. září 1879) (Čechy)                                                                   | - Knížecí titul vázán na držbu majorátu v Děčíně - S predikátem Durchlaucht |
|             | 1912 (11. července)                                                         | Fürst von Sayn-Wittgenstein                                       | Hermann Eugen, kníže von Sayn-Wittgenstein | pro veškeré potomky                                                                        | 1959                                                                                         | ne                                                                                           | - Potvrzení (Prävalierung) bavorského knížecího stavu z 20. ledna 1905, udělenému morganaticky oženěnému princi z mediatizovaného rodu Sayn-Wittgenstein-Hohnstein, který takto zpřetrhal svazky se svým rodem, z něhož se novým titulem vyčlenil. - S právem (již dle bavorského diplomu) nosit dál erb Sayn-Wittgensteinů - Od mediatizované rodiny Sayn-Wittgenstein se rod odlišoval predikátem „von“ namísto „zu“. - V Bavorsku byli všichni členové rodu knížaty, v Rakousku směli potomci úřadujícího knížete užívat titul princ (Prinz). |

#### Rakouské nobilitace duchovních knížat
| Knížecí erb | Datum nobilitace | Církevní instituce                                      | První kníže                             | Poznámka |
| ----------- | ---------------- | ------------------------------------------------------- | --------------------------------------- | --- |
|             | 1816 (4. června) | Salcburské arcibiskupství                               | hrabě Leopold Maximilian von Firmian    | Rakouské uznání říšského knížecího titulu z roku 1328. Arcibiskupské knížectví bylo sekularizováno r. 1803 a v roce 1805, resp. 1815 připojeno k Rakousku |
|             | 1880 (29. října) | Řád Maltézských rytířů (velmistr)                       | Giovanni Battista Cecschi e Santa Croce | - Udělení zvláštního rakouského knížecího titulu. - Již 27. října t. r. velmistrovi potvrzen v Rakousku říšský knížecí titul velmistrů z 20. března 1607 a 16. července 1620 - Knížecí titul je platný i v současnosti, protože velmistři řádu jsou hlavy subjektu mezinárodního práva, tedy fakticky „státu bez území“ |
|             | 1881 (2. dubna)  | Řád Maltézských rytířů (česko-rakouské velkopřevorství) | hrabě Othenio Lichnowský z Werdenbergu  | - Velkopřevorství sídlilo v Praze, po první světové válce rozděleno na české a rakouské - S predikátem Durchlaucht od 20. července (písemně vyhlášeno 26.) 1905 |
|             | 1889 (19. ledna) | Krakovské biskupství                                    | rytíř Albín Dunajewski                  | - Rakouské uznání polského knížecího titulu z roku 1443 s titulem kníže-biskup a kníže seveřský - S dědičným členstvím v panské sněmovně předlitavské říšské rady (uvedení 26. ledna 1889) |

### Knížecí nobilitace Českého království
České království mělo nejen vlastní šlechtickou obec, ale také šlechtické tituly vydávané z vlastní královské pravomoci (hierarchie těchto titulů se ale od roku 1627 zcela shodovala s rakouskou a z Čech známé rozdělení na panský a rytířský stav přebrala monarchie definitivně roku 1873). Ačkoli od roku 1749 existovala Spojená česko-rakouská dvorská kancelář, která vydávala od roku 1753 tituly s platností v celých dědičných zemích, přesto si mnozí šlechtici, často právě knížata, požádali o výslovně český knížecí titul. Navíc v zásadě ani nebylo možno v dědičných zemích jiný, než český knížecí titul udělit. Protože Rakouské země odvozovaly svá práva z Privilegia maius a byly formálně lénem římsko-německých panovníků. Privilegium maius tak rakouským arcivévodům umožňovalo jmenovat nová hrabata, nikoli ovšem knížata. Čeští králové ale byli na říši fakticky nezávislí, i když české země do Svaté říše římské náležely. Proto bylo možné jmenovat nová knížata (jen) z pravomoci českých králů, tak, aby nebyla dotčena práva říše. Na platnost titulu v Rakousku to však nemělo žádný vliv a české tituly byly již dlouho před rokem 1804 zcela rovnoprávné s tituly Rakouských zemí a zde také plně uznávány což platilo i pro rovnoprávnost s novými tituly Rakouského císařství. Šlechta obou zemí byla navíc silně majetkově a příbuzensky provázaná a navíc vyšší šlechta ve většině případů měla svůj titul udělený i ve Svaté říši římské. V praxi tak titul udělený v rámci Českého království otevíral bez dalšího cestu do ostatních zemí monarchie. I Čechy se však staly součástí procesu vytváření jednotné rakouské šlechty a tak na počátku 19. století končí éra udílení jmenovitě českých šlechtických titulů. Proto byla první z obou větví Rohanů, která po Francouzské revoluci uprchla do Rakouska, povýšena ještě do českého knížecího stavu, ta v pořadí druhá, která získala po té první dědictví, již dosáhla povýšení na knížete rakouského.
| Knížecí erb | Datum nobilitace                            | Knížecí titul (v němčině) | Jméno prvního knížete | Typ udělení titulu  | Datum vymření rodu po meči či vyhasnutí knížecího titulu | Dědičné členství v panské sněmovně říšské rady | Poznámky |
| ----------- | ------------------------------------------- | ------------------------- | --- | ------------------- | -------------------------------------------------------- | ---------------------------------------------- | --- |
|             | 1805 (10. dubna)                            | Fürst von Trauttmansdorff | kníže Ferdinand von Trauttmansdorff, okněžněný hrabě zu Umpfenbach, hrabě von Weinsberg, svobodný pán von Gleichenberg a von Neuenstadt | primogeniturně      | Ž                                                        | MK (18. dubna 1861) (Čechy)                    | - Český titul udělen doplňkově k říšskému knížecímu titulu z 12. ledna 1805. - S predikátem Durchlaucht od 9. září (písemný dekret 24. září) 1825.                                                           |
|             | 1806 (14. prosince) (diplom 27. února 1807) | Fürst zu Lynar            | hrabě Moritz Ludwig zu Lynar | primogeniturně      | Ž                                                        | ne                                             | Již v roce 1817 rod prodal statky v Brandýse nad Orlicí a přesídlil do Pruska na dolnolužické stavovské panství Drehna, čímž přestal patřit k rakouské šlechtě.                                              |
|             | 1807 (4. listopadu) (diplom 26. prosince)   | Fürst Pálffy von Erdőd    | hrabě Karl Josef Pálffy von Erdőd, hrabě von Preßburg                                                                                   | primogeniturně      | 1947                                                     | ne                                             | - Rytíř Řádu Zlatého rouna a bývalý uherský dvorský kancléř - Titul udělen primogeniturně s vyloučením nástupnictví vedlejších větví - S predikátem Durchlaucht od 20. července (písemně vyhlášeno 26.) 1905 |
|             | 1808 (27. listopadu)                        | Fürst von Rohan           | Henri Louis de Rohan, vévoda de Montbazon, kníže de Guémené                                                                             | pro veškeré potomky | 1846                                                     | ne                                             | S predikátem Durchlaucht od 26. prosince 1825, potvrzeného v Čechách 7. ledna a v Haliči 9. února 1826 |

- Českým „vévodou de facto“ byl i zákupský vévoda Napoleon František Josef, jehož titul byl sice oficiálně titulem rakouským, ovšem Zákupské vévodství bylo státoprávně českou entitou a k jeho zřízení dal na podzim 1817 císaři souhlas český zemský sněm jako stavovský orgán, oprávněný o věci rozhodnout.

Dříve nobilitované knížecí rody s českým knížecím titulem najdete v článku Seznam knížat z vůle českých králů

### Knížecí nobilitace Uherského království
V Uherském království sice knížecí titul existoval již od středověku jako součást platné šlechtické hierarchie, nebylo ovšem běžné, aby byl udělován z pravomoci uherského krále. Přinejmenším mimo Chorvatsko (kde byl knížecí titul častější) platilo, že knížetem či spíše vojvodou byl polosuverénní panovník autonomních území, především Sedmihradského knížectví. Takový panovník byl v jazycích království titulován latinsky Princeps či maďarsky Fejedelem. Od počátku novověku byla řada uherských magnátů a šlechticů povýšena do knížecího stavu, ti ale drželi své tituly z rukou římských císařů nebo českých králů, později také císařů rakouských. V Uhrách byly uherské šlechtě knížecí tituly jen potvrzeny jako platné. To byl rozdíl oproti titulům baronským (Báró) a hraběcím (Gróf), které uherští panovníci udíleli od roku 1608 z této pravomoci sami. Změna nastala po rakousko-uherském vyrovnání r. 1867, kdy tituly knížat pro uherské občany začaly být udílené prostřednictvím uherských orgánů a formálně z vůle uherského krále, i když samozřejmě všechny tituly obou částí monarchie byly vzájemně uznávány. Maďarské slovo Herceg, užívané pro knížete v „moderním a západním“ smyslu, může znamenat také vévodu či prince, v kontextu následujícího seznamu jde však výlučně o knížata, a takto byly tyto tituly také překládány do jiných jazyků. Uhry, resp. s Uhrami spojené Chorvatsko ovšem jinak vévodský titul znalo (pro knížata Odescalchi a Erba-Odescalchi bylo v předchozím období zřízeno z panství Ilok a Srem Vévodství Sirmium). Uherských knížecích titulů však bylo po roce 1867 vydáno jen málo a svou skladbou se neodchylovaly od poměrů běžných v celém Rakousku. Šlo tedy převážně o „politicky motivované nobilitace“ a konfirmace starších knížecích hodností.
| Knížecí erb | Datum nobilitace  | Knížecí titul (v maďarštině)   | Jméno prvního knížete                                 | Typ udělení titulu | Datum vymření rodu po meči či vyhasnutí knížecího titulu | Poznámky |
| ----------- | ----------------- | ------------------------------ | ----------------------------------------------------- | ------------------ | -------------------------------------------------------- | --- |
|             | 1910 (17. října)  | Herceg Erba ab Monteleone      | Don Eugenio Ugo de Erba, kníže de Monteleone          | primogeniturně     | 1924                                                     | Uherské potvrzení italského (potvrzeného) titulu knížete z Monteleone z 27. ledna 1906. Titul původně rodina získala sňatkem roku 1749 a ten se vztahoval na léno v Apulii, prodané rodinou již r. 1794.                                                          |
|             | 1911 (21. června) | Herceg Festetics de Tolna      | hrabě Tassilo Festetics de Tolna                      | primogeniturně     | Ž                                                        | - Uherský nejvyšší hofmistr - S predikátem Főméltósága |
|             | 1915 (8. února)   | Herceg Batthyány ab Strattmann | hrabě László Batthyány ab Strattmann                  | primogeniturně     | Ž                                                        | - Obnovení českého knížecího titulu z 28. prosince 1763 a říšského z 3. ledna 1764 s právem na predikát Főméltósága od 20. července 1905 a jejich přenesení po vymřelé knížecí větvi (†29. října 1914) na příbuznou hraběcí větev rodu - S predikátem Főméltósága |
|             | 1917 (9. února)   | Herceg de Lónyay               | Elemér, hrabě Lónyay de Nagylónyi et de Vásárosnamény | primogeniturně     | 1946                                                     | - Druhý manžel princezny Štěpánky Belgické, vdovy po korunním princi Rudolfovi - S predikátem Főméltósága |

### Knížecí nobilitace Haličsko-lodoměřského království
V Haličsko-lodoměřském království nepředstavoval vznik Rakouského císařství ani pozdější zánik Svaté říše římské žádný mezník. Habsburské úřady tu šlechtický stav konfirmovaly průběžně od připojení Haliče k monarchii r. 1772 a součástí Svaté říše římské Halič nikdy nebyla (což se projevilo i značnou nezávislostí na poměrech říšské šlechtické obce). Proto není následující seznam omezen na léta po roce 1804 či 1806 a začíná již připojením Haliče. Haličská šlechta, nejen knížata, byla v první fázi po ověření jejího šlechtictví zapisována hromadně do zvláštních šlechtických matrik. Teprve dodatečně mohlo následovat vydání šlechtického diplomu. Rakouské úřady se snažily početnou haličskou šlechtu omezit, a pokud ta byla nemajetná a nemohla své šlechtictví doložit listinami, nebylo její šlechtictví přiznáno. To se ovšem knížat jako špičky šlechtické společnosti netýkalo a rakouské snahy se tu omezily na integraci knížat a bohatých magnátů do rakouské aristokracie. Původní polská szlachta ale nebyla rozdělena na tituly a pokud některý šlechtic, většinou bohatý magnát, nějaký titul nesl, nebyl v Polsku uznáván jako oficiální, i když právě titul knížecí byl v tomto ohledu poněkud výjimečný a velice vzácně (např. v případě Radziwillů) býval oficiálně potvrzen i v Polsku. Na rakouské administrativě spočíval tedy úkol místní šlechtu "roztřídit" podle titulů, přičemž kritériem mělo být bohatství, společenské postavení a také dřívější držba polských zemských a stavovských úřadů. Větší problém vyvolaný neznalostí poměrů se vyskytl jen zpočátku. Rakouské orgány totiž chtěly knížecí titul přiznat rodům, z nichž pocházeli polští volení králové. To se ale neukázalo příliš šťastným, neboť polští králové jen zřídka pocházeli z řad nejpřednější a nejbohatší polské šlechty. Proto se rakouské nobilitace (v tomto případě spíše renobilitace) omezily v případě knížat na potvrzení dříve udělených říšských či polských knížecích titulů. Patentem z 5. března 1817 si císař František I. vyhradil potvrzování haličských šlechtických titulů výlučně pro sebe a patent z 13. dubna téhož roku potvrdil rozdělení šlechty po rakouském vzoru na panský a rytířský stav, přičemž do panského stavu patřili vedla knížat také hrabata a svobodní páni, přesně tak, jako v Rakousku. Zvláštností haličské šlechty v rámci Rakouska bylo její osvobození od povinné vojenské služby, trvající ale jen do roku 1848.
| Knížecí erb | Datum nobilitace                          | Knížecí titul (v němčině)  | Jméno prvního knížete                                                                | Typ udělení titulu                             | Datum vymření rodu po meči či vyhasnutí knížecího titulu | Dědičné členství v panské sněmovně říšské rady | Poznámky |
| ----------- | ----------------------------------------- | -------------------------- | ------------------------------------------------------------------------------------ | ---------------------------------------------- | -------------------------------------------------------- | ---------------------------------------------- | --- |
|             | 1777 (8. srpna)                           | Fürst Jabłonowski          | kníže Jan Kajetán Jabłonów-Jabłonowski, hrabě a svobodný pán z Ostrógu               | pro celý rod, resp. pro v Haliči usazené členy | 1921                                                     | ne                                             | - Haličská legitimace ve šlechtických matrikách v knížecím stavu, potvrzující říšský knížecí stav z 16. dubna 1743, 30. dubna 1744 a 8. srpna 1744 - Od 20. července 1905 (písemně vyhlášeno 26.) s predikátem Durchlaucht                                         |
|             | 1782 (3. prosince)                        | Fürst von Poniński         | kníže Adam Poniński herbu Łodzia                                                     | pro celý rod, resp. pro v Haliči usazené členy | 1920                                                     | ne                                             | - Haličská legitimace ve šlechtických matrikách v knížecím stavu, potvrzující polsko-litevský knížecí stav z 19. dubna 1773 (potvrzeno sejmem 26. dubna 1774) - Od 20. července 1905 (písemně vyhlášeno 26.) s predikátem Durchlaucht                              |
|             | 1782 (31. prosince)                       | Fürst Puzyna von Kozielsko | kníže Stanisław Kostka Puzyna-Kozielski                                              | pro celý rod, resp. pro v Haliči usazené členy | Ž                                                        | ne                                             | Haličská legitimace ve šlechtických matrikách v knížecím stavu jako „Kniaz von Kozielsko“ a potvrzení knížecího původu od knížat ze Smolenska z rodu Rurikovců |
|             | 1784 (28. července)                       | Fürst Giedroyć             | kníže Ignacy Giedroyć herbu Hippocentaurus a příbuzní                                | pro celý rod, resp. pro v Haliči usazené členy | Ž                                                        | ne                                             | Haličská legitimace ve šlechtických matrikách v knížecím stavu a potvrzení knížecího původu z řad litevských kmenových knížat |
|             | 1784 (27. srpna)                          | Fürst Radziwiłł            | kníže Michal Radziwiłł a příbuzní                                                    | pro celý rod, resp. pro v Haliči usazené členy | 1938                                                     | ne                                             | - Haličská legitimace ve šlechtických matrikách v knížecím stavu a potvrzení říšského knížecího stavu z 10. prosince 1547 - Od 20. července (písemně vyhlášeno 26.) 1905 s predikátem Durchlaucht                                                                  |
|             | 1785 (9. června)                          | Fürst Czartoryski          | kníže Josef Czartoryski, vévoda na Klewanech a Zukowu                                | pro celý rod, resp. pro v Haliči usazené členy | Ž                                                        | OK (13. dubna 1891) (Halič)                    | - Haličské potvrzení říšského knížecího titulu z roku 1623 - S predikátem Celsissimus, od 20. července (písemně vyhlášeno 26.) 1905 s predikátem Durchlaucht |
|             | 1785 (16. září)                           | Fürst Sanguszko            | kníže Hieronym Sanguszko herbu Pogoń Litewska, pán na Tarnowě a jeho bratr Wladysław | pro celý rod, resp. pro v Haliči usazené členy | Ž                                                        | OK (18. dubna 1861) (Halič)                    | - Legitimace v haličské šlechtické matrice v knížecím stavu jako potvrzení původu Sanguszků od Rurikovců a polského uznání knížecího stavu z roku 1569 - Od 20. července (písemně vyhlášeno 26.) 1905 s rakouským predikátem Durchlaucht                           |
|             | 1786 (6. května)                          | Fürst Lubomirski           | kníže Franz Xaver Lubomirski, hrabě z Wiśnicze a Jaroslawi                           | pro celý rod, resp. pro v Haliči usazené členy | Ž                                                        | OK (25. listopadu 1867) (Halič)                | - Haličské potvrzení říšského knížecího titulu z 8. března 1647 - Mimo toto potvrzení řada legitimací v haličských šlechtických matrikách v knížecím stavu v letech 1785, 1786 a 1833 - Od 20. července (písemně vyhlášeno 26.) 1905 s predikátem Durchlaucht      |
|             | 1821 (27. ledna) (diplom 22. května 1841) | Fürst von Poniński         | kníže Alexander Poniński herbu Łodzia                                                | pro celý rod, resp. pro v Haliči usazené členy | 1920                                                     | ne                                             | - Haličské potvrzení polsko-litevského knížecího titulu z 19. dubna 1773 (potvrzen sejmem 26. dubna 1774) - Již 3. prosince 1782 legitimace v haličské šlechtické matrice v knížecím stavu - S predikátem Durchlaucht od 20. července (písemně vyhlášeno 26.) 1905 |
|             | 1836 (20. října)                          | Fürst Sapieha-Kodeński     | kníže Leo Sapieha herbu Lis, pán na Kodeni                                           | pro celý rod, resp. pro v Haliči usazené členy | Ž                                                        | OK (18. dubna 1861) (Halič)                    | - Haličské potvrzení polsko-litevského knížecího titulu z roku 1768 a indigenát v zemi - S rakouským predikátem Durchlaucht od 20. července 1905 |
|             | 1882 (7. září)                            | Fürst Radziwiłł            | kníže Ludwig Radziwiłł                                                               | pro celý rod, resp. pro v Haliči usazené členy | 1938                                                     | ne                                             | - Haličské potvrzení říšského knížecího titulu z 10. prosince 1547 a rakouského z 9. srpna 1882 - S rakouským predikátem Durchlaucht od 20. července (písemně vyhlášeno 26.) 1905                                                                                  |

### Knížecí nobilitace Lombardsko-benátského království
V Lombardsku-Benátsku, nově vytvořeném království (formální vznik 7. dubna 1815), vládla ve šlechtických otázkách velmi komplikovaná situace. Vzhledem k předchozí územní roztříštěnosti Itálie zde do šlechtického stavu povyšovala řada zeměpánů i republik, v tomto případě především benátská Serenissima. Italská šlechta tak měla nesjednocenou titulaturu, drobně se lišící v jednotlivých částech země. Především však byla tato šlechta velice početná a její honosné tituly, zejména v řadách vyšší šlechty, nekorespondovaly s jejím často slabým majetkovým zázemím. Rakouské úřady, přesněji dvě heraldické komise, zřízené panovnickým nejvyšším rozhodnutím 26. října 1814, se snažily, mj. i z ekonomických důvodů, počet italské šlechty omezit a zbavit ji také části jejích privilegií. Lombardsko-benátské šlechtě byla ponechána jakási autonomie v podobě zvláštních titulů, platných jen v rámci tohoto království, nikoli ze státoprávních ohledů vídeňských centrálních úřadů, ale naopak proto, že Vídeň rozhodně nepovažovala velkou část místní šlechty za rovnocennou se šlechtou rakouskou. Proto směly italské rody užívat své tituly i čestné predikáty výhradně v italské podobě, ani tak je ale nemohly užívat libovolně. Zvláště háklivé pak byly rakouské úřady na užívání predikátů Jasnost (Altezza serenissima) a Výsost (Altezza), pokud tyto nebyly potvrzeny panovnickou kanceláří. Ani v případě takového udělení v italské podobě ale nebylo dovoleno překládat takový predikát do němčiny, neboť v italské podobě nebyl německému predikátu ronoprávný. Pokud se šlechtic z Lombardska-Benátska rozhodl přesídlit do jiné země monarchie, o titul sice přijít nemusel, ovšem byl výrazně titulárně degradován. Knížata (Principe) a vévodové (Duca) se stávali jen hrabaty, markýzové (Marchese) a hrabata (Conte) prostými šlechtici a nižší šlechta jen svobodnými občany (prakticky tedy šlechtictví neztrácel pouze nositel hraběcího a vyššího titulu). V Lombardsku-Benátsku žila i šlechta zrovnoprávněná se šlechtou ve zbytku monarchie. Ta směla své tituly beze zbytku překládat do němčiny a v případě, že zůstávala u italského tvaru, mohla si psát za titul dodatek: dell´Impero Austriaco. Mnohdy šlo o rody, které již z předcházejícího období držely statky v dědičných zemích, případně o rody z již dříve habsburských zemí: Milánska a Mantovy. Milánská (lombardská) šlechta také narážela u úřadů na menší nepochopení než šlechta bývalé Benátské republiky, situaci ale v celé zemi komplikovalo uznávání titulů z napoleonského období. Žádný šlechtic, ať již s celorakouským či jen s lombardsko-benátským titulem nesměl užívat titul, který mu nebyl rakouskými úřady potvrzen. Úřady se v zemi ostatně v zásadě omezovaly na potvrzování starých titulů, a to ještě zdaleka ne ve všech případech, a novým kreacím se bránily, což bylo i v souladu s politikou císaře Františka I. Ke sjednocení místní šlechty s rakouskou mělo dojít její postupnou redukcí a dlouhodobým titulárním sbližováním. Proto bylo např. rozhodnuto, neudělovat již nové tituly vévodů, markýzů, případně vikomtů, které neměly ve zbytku monarchie ekvivalent. Jak ukazuje následující tabulka, přinejmenším v případě vévodů se postupovalo benevolentně v těch případech, kdy šlo o přenesení titulu na příbuzného v rámci rodu. Zcela zrušen byl titul patricije (Patrizio), benátský patriciát ale v některých případech obdržel náhradou vysoký šlechtický titul. V následujícím seznamu jsou pouze knížata s titulem potvrzeným v rámci Lombardsko-Benátska. Lombardsko-benátská knížata s rakouským titulem jsou uvedena v seznamu výše. Rakouského knížecího titulu se nedočkaly dokonce ani některé bývalé říšské knížecí rody.
| Knížecí erb | Datum nobilitace                             | Knížecí titul (v italštině)              | Jméno prvního knížete | Typ udělení titulu  | Datum vymření rodu po meči či vyhasnutí knížecího titulu | Poznámky |
| ----------- | -------------------------------------------- | ---------------------------------------- | --- | ------------------- | -------------------------------------------------------- | --- |
|             | 1816 (10. dubna)                             | Principe Barbiano di Belgioiso           | Don Rainardo, říšský kníže Barbiano di Belgioiso, markýz z Grumely                                                                                | primogeniturně      | 1944                                                     | Lombardsko-benátské potvrzení říšského knížecího titulu z 5. srpna 1769 a milánského z 24. srpna 1769 |
|             | 1816 (13. května)                            | Duca Visconti di Modrone                 | hrabě Don Carlo Marcello Visconti, vévoda di Modrone                                                                                              | primogeniturně      | 1836                                                     | - Potvrzení vévodského titulu Italského království z roku 1813. - Viscontiové z Modrone byli vedlejší větví Viscontiů, která přežila až do 19. století. Roku 1541 byli povýšeni do říšského hraběcího stavu Karlem V. - S právem adopce v případě vymření rodu od 6. července 1832 - Titul vyhasl již s prvním vévodou (viz rok 1837) |
|             | 1816 (13. listopadu)                         | Duca di Lodi                             | Don Francesco Melzi d'Eril, vévoda z Lodi | primogeniturně      | 1816                                                     | - Lombardsko-benátské potvrzení Napoleonem uděleného titulu, resp. diplomu vydaného 20. prosince 1807 velkokancléři Italského království, Francescovi Melzimu d'Eril. - Titul vyhasl již s prvním vévodou v roce potvrzení vévodské hodnosti císařem Františkem I. |
|             | 1816 (21. listopadu)                         | Principe Rasini                          | Don Cesare Firmino Rasini, říšský kníže ze Saint Maurice, hrabě z Castelnovetto                                                                   | primogeniturně      | 1860                                                     | - Potvrzení říšského knížecího titulu z 29. ledna 1690 - Zbytku rodu byl v rámci Lombardska-Benátska potvrzen titul markýze pro muže a prosté šlechtičny (s predikátem Nobile Donna) pro ženy. |
|             | 1816 (2. prosince) (obnoveno 21. října 1861) | Principe e marchese Gonzaga di Vescovado | Don Francesco Luigi Gonzaga, pán na Vescovado a jeho bratři Francesco Carlo a Fabio (1817) a Don Achille Gonzaga di Vescovado (potvrzení r. 1861) | pro veškeré potomky | Ž                                                        | - Lombardsko benátské potvrzení říšského knížecího titulu z 1. března 1593. - Gonzagové z Vescovada (dnes Vescovato), byli suverénními, resp. bezprostředními panovníky tohoto markrabství až do roku 1796 a do vpádu vojsk revoluční Francie - Titul potvrzený r. 1817 vyhasl již v roce 1832 smrtí prvního knížete a byl r. 1861 potvrzen jeho prasynovci Achilovi (vnukovi Francesca Carla). - S predikátem Altezza od 3. dubna 1819, při renobilitaci 21. října 1861 patrně nepotvrzeno.                             |
|             | 1817 (22. července)                          | Duca di San Gabrio                       | Don Alessandro Serbelloni-Sfondrati, vévoda di San Gabrio, hrabě z Castiglione                                                                    | primogeniturně      | Ž                                                        | Lombardsko-benátské potvrzení vévodského titulu Sicilského království z 13. listopadu 1684. Sicilský titul byl bez léna, San Gabrio (Svatý, resp. Archanděl Gabriel) je fiktivní lokalita a titul byl odvozen od křestního jména prvního vévody. Od 22. září 1689 byl titul prvního vévody, Gabria Giuseppeho, spojen s milánským lénem Gorgonzola, ovšem pod dosavadním názvem duca di San Gabrio. Jak Sicílie, tak Milánsko ležely ve španělské říši, proto král Karel II. umožnil transfer titulu v rámci svých zemí. |
|             | 1818 (5. září) (diplom 25. července 1829)    | Duca de Melzi                            | Giovanni Francesco Melzi d'Eril | primogeniturně      | Ž                                                        | Giovanni Francesco byl synovcem a adoptivním synem Francesca Melziho d'Eril, velkokancléře Italského království, 20. prosince 1807 jmenovaným Napoleonem vévodou z Lodi (viz výše). Namísto rakouskými úřady odmítaného napoleonského titulu vévody z Lodi byl císařem Františkem I. vytvořen a přiznán titul vévody z Melzi. |
|             | 1837 (31. října) (diplom 4. března 1841)     | Duca Visconti di Modrone                 | hrabě Uberto Visconti di Modrone | primogeniturě       | Ž                                                        | Uznání dědictví a titulu po zemřelém příbuzném Carlovi Marcellovi, s nímž měl Uberto totožného pradědečka. |

## Knížecí nobilitace po zániku Rakouska-Uherska
Rodina Habsburg-Lothringen přistoupila v osobě aktuální hlavy rodu po první světové válce několikrát k vydání šlechtického diplomu pro ty členy rodiny, kteří porušili rodinný status a pořídili si nelegitimní či morganatické potomky. Platnost takových titulů není z hlediska šlechtického práva nesporná ani tehdy, pokud je udílí panovník v exilu. Ještě méně uznávané bývají tituly od pouhých pretendentů trůnu. Habsburkové ovšem celou záležitost interpretují jako vnitřní směrnici rodu s odvoláním na rodinný status, který zánikem monarchie nepozbyl platnosti. Z tohoto důvodu lze takový titul akceptovat, pokud nobilitace zůstává omezena na okruh členů dynastie. Jediným z těchto titulů, který odpovídá knížecí hodnosti a byl udělen hlavou rodu – tehdy korunním princem Ottou, je titul princů/princezen z Altenburgu (Prinz/Prinzessin von Altenburg). Byl v rámci rodiny udělen dvakrát. Poprvé jej získal arcivévoda Klement Salvátor z toskánské větve, který se morganaticky oženil s Elisabethou, hraběnkou Rességuier de Miremont z haličského rodu s francouzskými kořeny. Formální vyloučení z rodiny a titul prince z Altenburgu obdržel Klement Salvátor 2. dubna 1931. Dolnorakouská zemská vláda tehdy souhlasila se změnou občanského příjmení Habsburg-Lothringen na Altenburg, přirozeně bez formálních znaků šlechtictví, v Rakouské republice zakázaných. Titul princezny získala i arcivévodova manželka a jejich děti. Rod je i v současnosti (2017) rodem žijícím. Od 15. prosince 1949 si na titul princ/princezna z Altenburgu mohou činit nárok potomci arcivévody Karla Albrechta (1888–1951) z těšínské linie rodu z manželství s rodilou švédskou občankou a příslušnicí drobné švédské zemské šlechty, Alicí Ankarcrona (1889–1985), ovdovělou hraběnkou Badeni, vdovou po ministru Badenim. Sám arcivévoda získal pro svou osobu titul Prinz von Habsburg-Altenburg a musel se formálně vzdát příslušnosti k rodině Habsburg-Lothringen. Princeznou z Altenburgu se kromě dětí páru stala i sama hraběnka Alice. Rod je i v současnosti (2017) rodem žijícím.

## Rakouská udělení predikátu Jasnost
Rakouské císařství postupně přiznávalo knížecím rodům na svém území užívání predikátu Jasnost (Durchlaucht či Főméltósága). Kritériem byl společenský význam, postavení a urozenost rodu. Tak jako v jiných německých zemích se tohoto titulu dočkaly nejdříve mediatizované rody na základě rozhodnutí sněmu Německého spolku z 18. srpna 1825. Takto udělený predikát znamenal, že dotyčný kníže má nárok na toto oslovení ze strany císaře a státních úřadů v korespondenci i v rozhovoru. V praxi pak níže postavené osoby a zejména přímí podřízení oslovovali mnohdy knížete „Vaše Jasnosti“ i bez výslovného udělení této zdvořilostní formule.

### Seznam udělení v Rakousku
Seznam nemusí být nezbytně úplný.
- 1818 (22. července) vévoda zákupský – pro všechny potenciální potomky, uděleno spolu s vévodským titulem
- 1823 (7. února) Lichtenštejnové – predikát celému rodu na základě jeho panujícího postavení[195]
- 1825 (24. září)
  - Auerspergové, Colloredo-Mannsfeldové, Ditrichštejnové, Esterházyové, Khevenhüler-Metschové, Kounicové, Lobkovicové, Metternichové, Orsini-Rosenbergové, Schönburg-Waldenburgové (viz 8. listopadu t. r.), Schönburg-Hartensteinové (viz 8. listopadu t. r.), Schwarzenbergové, Starhembergové, Trauttmansdorffové, Windisch-Graetzové (Alfredova linie) – predikát vždy jen hlavě rodu, uděleno na základě usnesení sněmu Německého spolku z 18. srpna t. r., rodům Colloredo-Mannsfeld, Khevenhüler-Metsch, Metternich, Orsini-Rosenberg, obě linie rodu Schönburg, Starhemberg, Trauttmansdorff a Windisch-Graetz byl ovšem predikát uznán v rozporu s rozhodnutím sněmu Německého spolku, tyto rody patřily sice k rodům mediatizovaným, avšak spolkový sněm jim (a dalším rodům) predikát Durchlaucht přiznal (též díky iniciativě císaře Františka I.) teprve 13. února 1829[196]
  - Windisch-Graetzové (Weriandova linie) – ačkoli rod nebyl oficiálně mediatizovaný, byl predikát přiznán jeho hlavě
- 1825 (8. listopadu) – upřesněno, že rod Schönburg má dvě větve (Waldenburg a Hartenstein), přičemž hlavám obou náleží predikát Durchlaucht. Upřesnění vydáno navzdory tomu, že k oddělení hartensteinské větve došlo až vnitrorodinnou smlouvou z roku 1813, dlouho po mediatizaci rodu a Hartensteinští tak nepředstavovali samostatný, dříve panující rod.[197]
- 1825 (26. prosince) Rohanové z Guéméné – predikát přiznán celému rodu
- 1827 (2. června) Salm-Reifferscheidt-Raitz – predikát hlavě rodu, rod uznán jako mediatizovaný,[198] což sněm Německého spolku potvrdil (na rakouskou žádost) 13. února 1829
- 1830 (23. června) Rohanové z Rochefortu – predikát přiznán celému rodu
- 1838 (10. srpna) – predikát udělen paušálně hlavám všech mediatizovaných rodů neusídlených v Rakousku, pokud s nimi rakouské úřady přijdou do styku či pokud se v Rakousku tato "cizí" aristokracie usídlí[199]
- 1843 (9. října)
  - Schönburg-Hartensteinové – rakouské potvrzení predikátu hlavě rodu[200]
  - rody Schwarzenberg a Lobkovic toho roku neúspěšně usilovaly o získání predikátu pro hlavy své orlické, resp. mělnické sekundogenitury[201]
- 1845 (4. února)
  - Salm-Salmové, Salm-Kyrburgové, Salm-Horstmar, Salm-Reifferscheidt-Krautheim – rakouské (nové) udělení predikátu hlavám těchto mediatizovaných rodů[202]
  - Salm-Reifferscheidt-Raitz – opětovné potvrzení predikátu hlavě mediatizovaného rodu[202]
- 1847 (22. února)
  - Arenbergové – predikát udělen celému mediatizovanému rodu,[203]
  - Croÿ-Dülmen, Thurn-Taxisové – predikát (nově) potvrzen v Rakousku hlavě mediatizovaného rodu
  - Lobkovicové (mělnická linie) – predikát udělen hlavě sekundogenitury mediatizovaného rodu
  - Auerspergové, Khevenhüler-Metschové, Orsini-Rosenbergové, Schönburg-Waldenburgové, predikát opětovně potvrzen hlavám mediatizovaných rodů
- 1864 (27. ledna) Teckové – potvrzení württemberského predikátu pro celý rod
- 1864 (28. září) Kníže z Noerru – predikát udělen pro všechny potenciální potomky
- 1868 (23. prosince) Dietrichstein-Nikolsburg – predikát udělen hlavě rodu jako dědictví po vymřelém mediatizovaném rodu Ditrichštejnů
- 1869 (27. dubna) – predikát rozšířen mediatizovaným rodům usazeným (i jen částečně) v Rakousku na všechny jejich členy, pokud měl takový rod předtím udělen knížecí stav pro celou rodinu, v Rakousku-Uhersku byly alespoň částečně usazeni (mj. ?) Auerspergové, Croÿ-Dülmen (tzv. česká větev na Slabcích), Esterházyové, Fürstenbergové, Hohenlohe-Langenburg (tzv. česká větev), Hohenlohe-Waldenburg-Schillinsgfürst (dvě vedlejší větve rodu), Hohenlohe-Oehringen[204], Hohenlohe-Bartenstein, Lobkovicové (všechny větve rodu), Löwenstein-Wertheim-Freudenberg, Löwenstein-Wertheim-Rosenberg, Metternichové, Oettingen-Wallersteinové, Salm-Salmové (hlavní linie a rod Salm-Dalberg), obě linie rodu Schönburg, Schwarzenbergové (hlubocká i orlická větev), Thurn-Taxisové (hlavní i loučeňská větev) a Windisch-Graetzové (Alfredova linie)
- 1877 (20. ledna) Hanavští z Hořovic – predikát udělen celému rodu
- 1878 (28. února) Beaufort-Spontinové – predikát udělen hlavě rodu
- 1902 (12. ledna) Windisch-Graetzové (Weriandova linie) – rozšíření na celý rod
- 1905 (8. června) Hohenbergové – predikát udělen celému rodu jako morganatické větvi Habsburků
- 1905 (20. července)
  - Czartoryští, Erba-Odescalchi, Jabłonowští, Lubomirští (pro Rakousko i Halič), Montenuovo, Ponińští, Radziwiłłové (pro Rakousko i Halič), Sanguszkové, Sapiehové, Sułkowští (pro Rakousko i Halič) – uděleno vždy celému rodu, po tomto datu již v Rakousku nebyl žádný rod, který by měl udělen knížecí stav pro veškeré potomky a zároveň predikát Durchlaucht jen hlavě rodu
  - Batthyányové, Clary-Aldringenové, Collaltové, Kinští, Paarové, Pálffyové, Porciové – uděleno pro hlavu rodu[133]
  - predikát udělen česko-rakouskému velkopřevorovi maltézských rytířů[133][134]
- 1911 (21. června) Festetičové de Tolna, Thun-Hohensteinové, Weikersheimové – uděleno hlavě rodu spolu s knížecím titulem
- 1915 (8. února) Batthyányové – uděleno hlavě rodu spolu s knížecím titulem, přenesení knížecí hodnosti a predikátu na jinou větev rodu
- 1917 (9. února) Lónyay – uděleno spolu s knížecím titulem oficiálně dědičně hlavě rodu (s děděním a potomky se ovšem vzhledem k věku manželů zřejmě nepočítalo)

### Seznam udělení jiných vysokých predikátů rakouským knížecím rodům
- 1819 (3. dubna) Gonzaga di Vescovado – udělen predikát Výsost (Altezza) celé větvi rodu, v tomto případě ale hodnostně odpovídal spíše jen predikátu Jasnost a navíc jej nebylo dovoleno překládat z italštiny.

- 1829 (13. května) Holstein-Gottorp – udělen predikát královská Výsost (königliche Hoheit) spolu s titulem „princ Vasa“ švédskému princi Gustavovi
- 1881 (2. května) Sasko-Coburg-Gotha – udělen predikát Výsost (Hoheit) celému rodu, resp. celé jeho rakouské větvi[46]

- 1909 (4. října) Hohenbergové – udělen predikát Výsost ad personam spolu s vévodským titulem kněžně Žofii z Hohenbergu

- 1917 (5. října) Hohenbergové – udělen predikát Výsost spolu s vévodským titulem dědičně a primogeniturně knížatům z Hohenbergu

## Dědičné členství knížecích rodů v panské sněmovně
Možnost stát se dědičným členem v panské sněmovně předlitavské říšské rady (zřízena r. 1861) byla mimořádně exkluzivním privilegiem, které ze všeho nejvíce záviselo na císařově přízni. Jednou z oficiálních podmínek pro dědičné členství byl dostatečný majetek, nikoli ovšem zřízený fideikomis, který by tento majetek „na věčné časy“ pojistil. Téměř neporušitelnou podmínkou bylo rakouské (předlitavské) občanství. Zdaleka ne všechny knížecí rody v předlitavsku se této výsady dočkaly, i když členové těch rodů, kterým se dědičného členství nedostalo, bývali mnohdy přijati za členy doživotní (doživotní členství bylo obecně mnohem častější formou panovnického vyznamenání, počet dědičných členů však začal narůstat po změně ústavy v roce 1906, které panovníkovi omezily roční počet jmenování doživotních členů). Důležité bylo, že členství v předlitavské říšské radě vylučovalo souběžné členství v uherském sněmu, resp. v případě knížat v uherské komoře magnátů (členství ale i tak bylo vázáno na dostatečný pozemkový majetek vždy v příslušné polovině monarchie). Každý do panské sněmovny povolaný velkostatkář, který vlastnil odpovídající majetek v obou polovinách říše, se proto musel rozhodnout, ve kterém z obou říšských parlamentů usedne. V předlitavské panské sněmovně zasedaly dědičně, z osob v knížecím stavu, vedle rodových knížat také všichni dospělí habsburští arcivévodové a také duchovní knížata (arcibiskup vídeňský, salcburský, gorický, pražský a olomoucký, biskupové tridentský, brixenský, seckavský, gurský, lavantský, lublaňský, vratislavský a krakovský). Z duchovních knížat nezískal dědičný hlas česko-rakouský maltézský velkopřevor, ačkoli všichni čtyři velkopřevorové v letech 1861–1918 se stali doživotními členy. Velmistr Řádu německých rytířů dědičné členství nepotřeboval, protože velmistrovství se po zániku Svaté říše římské udržovalo v rodině Habsburků, jejíž mužští členové měli členství v panské sněmovně zajištěné. Rodová knížata se dělila na knížata panující (3 rody) přičemž ne vždy byl rakouským občanem přímo panující kníže, ale mnohdy jen člen panující rodiny (výjimkou nebylo ani zastoupení rodu ve více větvích), dále mediatizovaná knížata (17, de facto jen 16 rodů, někdy ovšem zastoupených ve sněmovně více větvemi) a zbývající knížata (16, de facto jen 15 rodů s dědičným členstvím). Rod Windisch-Graetz dokonce zasedal jak mezi mediatizovanými, tak mezi titulárními knížaty. Běžné bylo také to, že, spolu s některými knížecími rody, měla dědičné členství zajištěna i hraběcí, resp. lankraběcí větev rodu (např. u Kinských, Trauttmansdorffů, Thun-Hohensteinů či Fürstenbergů). Některé rody daly přednost členství v uherské magnátské kurii (Porciové po roce 1896) jiným byl výjimečně knížecí titul soudně odebrán (Lambergové, dědici jejich fideikomisu z téhož rodu však posléze rovněž získali dědičné členství) a nebo se zasedání neúčastnily kvůli nespokojenosti s poměry v rakouském Benátsku, kde drželi část statků (Collaltové). V některých případech měl v rodech knížat nárok na souběžné členství (dědičné a doživotní) jak otec a formální hlava rodu, tak jeho prvorozený dospělý syn a faktický správce rodinných záležitostí (Rohanové, Metternichové), jindy držela knížata dědičné členství v panských sněmovnách několika německých států zároveň (Thurn-Taxisové).

### Seznam dědičných členů panské sněmovny z řad knížat
Podtržením jsou označeny suverénní panující knížecí rody (včetně jejich nepanujících větví), standardním textem mediatizované knížecí rody (včetně sekundogenitur) a kurzívou rody titulárních knížat. U jednotlivých knížecích rodů je v závorce korunní země, kterou zastupovaly. Písmenem F jsou označeni držitelé fideikomisu.
- 1861 (18. dubna)
  - Lichtenštejnové (panující knížata lichtenštejnská) (Slezsko, F)[215]
  - Lichtenštejnové (nevládnoucí linie z Moravského Krumlova, vymřela r. 1908)[216] (Morava, F)[217]
  - Auerspergové (vlašimská primogenitura) (Kraňsko, F)[218]
  - Colloredo-Mannsfeldové (Čechy, F)[163]
  - Fürstenbergové (česká, resp. křivoklátská sekundogenitura, r. 1948 se stala primogeniturou)[219] (Čechy, F)[220]
  - Khevenhüller-Metschové (Čechy, F)[221]
  - Lobkovicové (roudnická primogenitura) (Čechy, F)[222]
  - Metternichové (z prvního zasedání se omluvili, dostavili se až na devatenácté v roce 1909)[223] (Čechy, F)
  - Orsini-Rosenberg (Korutany, F)[79]
  - Salm-Reifferscheidt-Raitz (Morava, nedělitelný statek)[224]
  - Schönburg-Hartensteinové (Morava)[225]
  - Schwarzenbergové (hlubocká primogenitura) (Čechy, F)[226]
  - Starhembergové (Štýrsko, F)[227]
  - Trauttmansdorffové (Čechy, F)[228]
  - Windisch-Graetzové (Alfredova linie, z prvního zasedání se omluvili, dostavili se až na třetí v letech 1864–1865)[223] (Čechy, F)
  - Clary-Aldringenové (Čechy, F)[229]
  - Collaltové (první kníže se na zasedání pro stáří a nemoc nedostavil a druhý žil v ústraní, de facto rod nebyl členem)[72] (Morava, F)
  - Kinští (Čechy, F)[230]
  - Paarové (Štýrsko, F)[231]
  - Rohanové (Rohan-Rochefort) (Čechy, F)
  - Sanguszkové (z prvního zasedání se omluvili, dostavili se až 27. října 1879 do probíhajícího devatenáctého zasedání)[223] (Halič, F)
  - Sapiehové (z prvního zasedání se omluvili, dostavili se až na páté v letech 1869–1870)[232] (Halič, F)

V roce 1861 byl povolán rovněž šestaosmdesátiletý Mořic z Ditrichštejna (za Moravu, vlastník fideikomisu Rabenstein-Stübing ve Štýrsku) jako zástupce vymírající mediatizované větve Ditrichštejnů. Ten se ale pro nemoc a vysoký věk z jednání omluvil a nikdy nesložil sněmovní přísahu. Navíc Mořic po smrti synovce a 9. knížete Josefa Františka (1858), syna Mořicova bratra Františka Josefa, odmítl užívat knížecí titul, který právem zdědil, a podepisoval se až do smrti, tak jako dříve, jen jako hrabě.
Pozvání do panské sněmovny (mezi titulární knížata) obdržel jako fideikomisní držitel i Gustav Jáchym, 5.[zdroj?] kníže Lamberg (1812–1862) jako zástupce Štýrska. Ten se ovšem omluvil pro nemoc. Právo jeho prvorozeného syna Gustava Viléma držet fideikomis Steyr ovšem bylo zpochybňováno příbuznými jako odporující rodinnému ustanovení, neboť Gustav Jáchym uzavřel morganatický sňatek a děti z tohoto sňatku neměli právo dědit fideikomis a knížecí titul (samo rakouské právo morganatické sňatky mimo panovnickou rodinu umožňovalo, ale zároveň ctilo rodové dědické zákony). Roku 1877 mu byl fideikomis (nikoli však knížecí titul) soudně odebrán. Knížeti proto nebylo povoleno účastnit se jednání panské sněmovny a i jeho knížecí titul byl zpochybňován. Když Gustav Vilém r. 1886 zemřel byly knížecí titul i (de facto nikdy neumožněné) dědičné členství v panské sněmovně oficiálně prohlášeny za odumřelé. Zbylý majetek knížecí větve Lambergů pak přešel na hraběcí větev rodu, (tzv. linii Ottenstein-Steyr), která později sama dosáhla (v hraběcím stavu) dědičného členství.
- 1862 (5. dubna)
  - Thurn-Taxisové (mediatizovaná primogenitura) (Čechy, nedělitelný allod)[125]
- 1867 (1. dubna)
  - Schaumburg-Lippe (nevládnoucí princové z náchodské linie) (Čechy, F)[165]
  - Beaufort-Spontinové (přijati ještě jako hrabata, knížaty a vévody dle rakouského práva až od roku 1876) (Čechy, F)
  - Porciové (větev rodu vymřela r. 1875) (Korutany, F)
- Týž rok (25. listopadu)
  - Sachsen-Coburg und Gotha (katolická a rakouská nevládnoucí linie rodu, dědicové po rodu Koháry z této větve vzešli mj. panovníci Bulharska, Portugalska a Brazílie, zasedali jen do roku 1881, další hlavy rodu již neměly rakouské občanství) (Čechy, F)[237]
  - Lubomirští (Halič, F)

- 1871 (28. ledna)
  - Lichtenštejnové (nevládnoucí linie ze zámku Hollenegg v okrese Deutschlandsberg) (Štýrsko, F)[217]
- 1878 (22. května)
  - Porciové (větev rodu vymřela r. 1896) (Korutany, F)

- 1879 (20. září)
  - Thun-Hohensteinové (přijati ještě jako hrabata, knížaty až od roku 1911) (Čechy, F)
  - Schwarzenbergové (orlická sekundogenitura) (Čechy, F)[226]
- 1883 (15. prosince)
  - Lobkovicové (mělnická sekundogenitura) (Čechy, F)[222]
- 1891 (13. dubna)
  - Czartoryští (Halič)
- 1907 (14. června)
  - Auerspergové (žlebská sekundogenitura) (Čechy)
  - Montenuovo (Dolní Rakousy)
  - Dietrichstein-Nikolsburg (z rodu Mensdorff-Pouilly) (Morava, F)
- 1909 (27. prosince) Hohenlohe-Langenburg (nevládnoucí princové z katolické[238] sekundogenitury na Červeném Hrádku) (Čechy)[239]
- 1912 (26. února)
  - Windisch-Graetzové (Weriandova linie) (Kraňsko)
- 1917 (19. července) Lichtenštejnové (nevládnoucí linie na Neulengbachu) (Slezsko)[217]